# Shelley Mann
Shelley Mann (Estados Unidos, 15 de octubre de 1937-24 de marzo de 2005) fue una nadadora estadounidense especializada en pruebas de estilo mariposa, donde consiguió ser campeona olímpica en 1956 en los 100 metros.

## Carrera deportiva
En los Juegos Olímpicos de Melbourne 1956 ganó la medalla de oro en los 100 metros estilo mariposa, con un timmpo de 1:11.0 segundos que fue récord olímpico, y también ganó la medalla de plata en los relevos de 4 x 100 metros estilo libre, tras Australia y por delante de Sudáfrica.
El día 24 de marzo de 2005, murió con 67 años.